# Commelina merkeri
Commelina merkeri är en himmelsblomsväxtart som beskrevs av Karl Moritz Schumann. Commelina merkeri ingår i släktet himmelsblommor, och familjen himmelsblomsväxter.
Artens utbredningsområde är Kenya. Inga underarter finns listade.